# Gemaal Stadwijck
Het Gemaal Stadwijck is een poldergemaal uit 1921 aan de Amsteldijk en de Kleine Wetering in Amsterdam-Zuid.
Het gemaal is vernoemd naar de boerenhofstede Stadwyck die hier stond en die in 1915-'16 in opdracht van de gemeente Amsterdam werd gesloopt. Stadwijck verving het oude stoomgemaal dat stond waar nu de Meerhuizenstraat is. Toen dat deel van de polder met zand werd opgehoogd voor de aanleg van de Rivierenbuurt, werd bemaling op die plek onmogelijk.
Het gemaal is gebouwd in 1921 in opdracht van de gemeente Amsterdam, naar ontwerp van A.J. Westerman van de Dienst der Publieke Werken. In dezelfde tijd werden ook de ernaast staande machinistenwoning, de Zorgvliedbrug en de Zorgvliedsluis gebouwd.
Het gemaal dient voor de afwatering van de Binnendijkse Buitenvelderse polder, die het zuidelijke deel van het Amsterdamse stadsdeel Zuid beslaat. Het is tegenwoordig eigendom van het Waterschap Amstel, Gooi en Vecht en wordt beheerd door Waternet.
Er zijn twee elektrische centrifugaalpompen. De capaciteit is maximaal 126 m³/min. Het waterpeil van de Binnendijkse Buitenvelderse Polder is NAP -2,00 m, de Amstel ligt op NAP -0,40 m. Het gemaal pompt het water zo'n 1,6 meter omhoog van de polder in de Amstellands Boezem.
In 2006 is het gebouw met de machinistenwoning door het toenmalige stadsdeel Zuideramstel op de gemeentelijke monumentenlijst geplaatst. In 2016 is het gemaal opgeknapt.

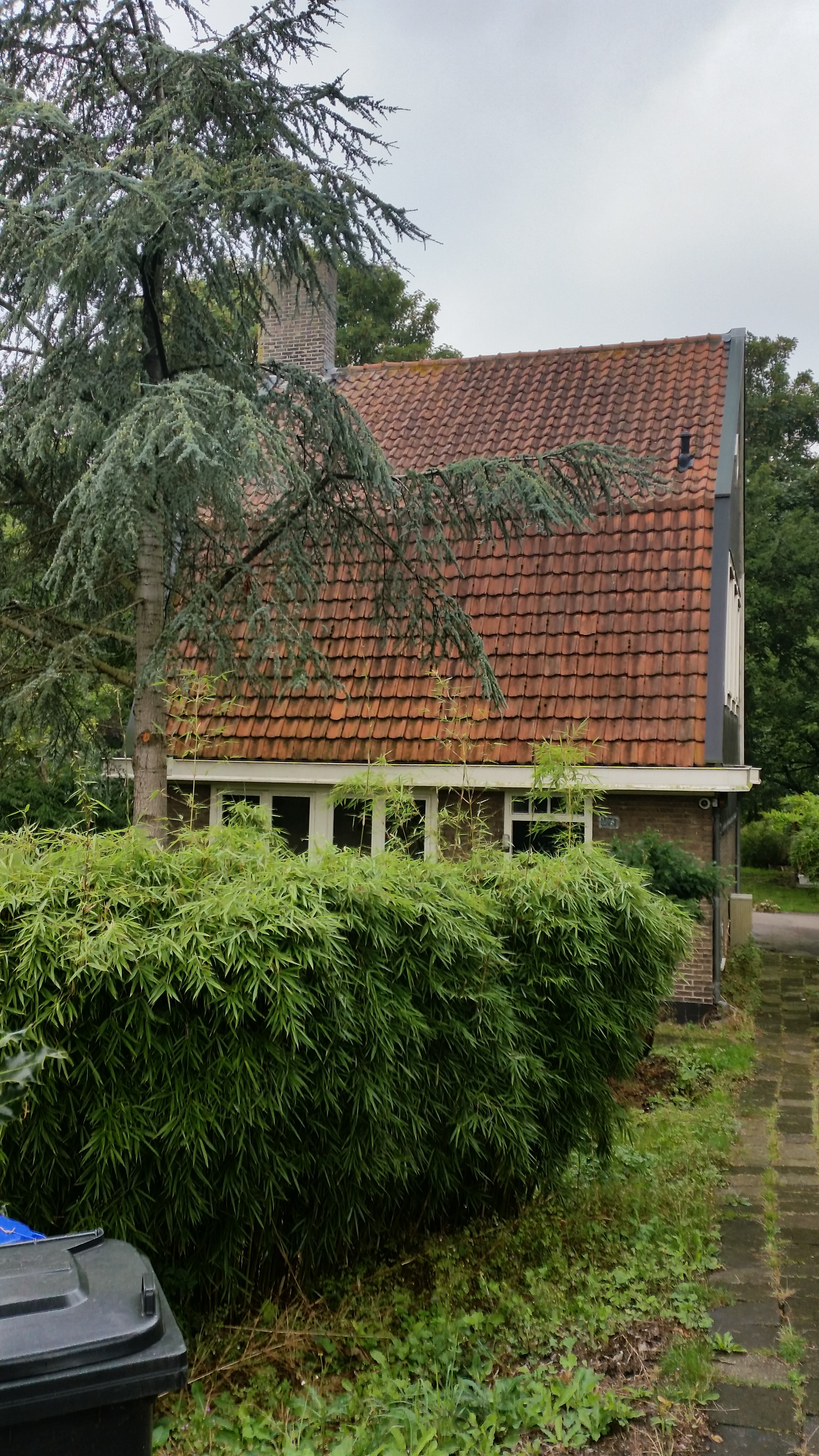
Machinistenwoning (augustus 2019)